# Ptilocera smaragdina
Ptilocera smaragdina är en tvåvingeart som beskrevs av Walker 1849. Ptilocera smaragdina ingår i släktet Ptilocera och familjen vapenflugor. Inga underarter finns listade i Catalogue of Life.